# 孔逭
孔逭，会稽郡山阴县（今浙江省绍兴市）人，南朝齐政治人物。
孔逭以才学知名，撰《东都赋》，为当时才士所称。陈郡谢瀹年少时曾经游会稽还，父谢庄问他：“入浙东何见，见到孔逭了吗？”他被当世如此推重。官至卫军武陵王东曹掾。著有《三吴决录》，没有传世。